# Graf-Meran-Haus
Graf-Meran-Haus je horská chata ležící v masivu Veitsch Alpe, horopisně se řadícího k Mürzstegským Alpám v Rakousku. Zděné stavení, jenž je majetkem Rakouského turistického klubu (ÖTK), se nachází 150 výškových metrů pod vrcholem nejvyššího vrcholu masivu, horou Hohe Veitsch (1892 m). Chata disponuje kapacitou 56 lůžek a dvěma místy v zimním prostoru – winterraum.

## Přístup
- Od salaší Brunnalm za 2 hod.
- Z obce Groß-Veitsch na jihu hor za 3½ – 4 hod.
- Z obce Niederalpl na severu masivu za 3 – 3½ hod.
- Z města Mürzsteg za 4 hod.

## Výstupy v okolí
- Hohe Veitsch (1,5½ hod.)